# Paisjusz Chilendarski

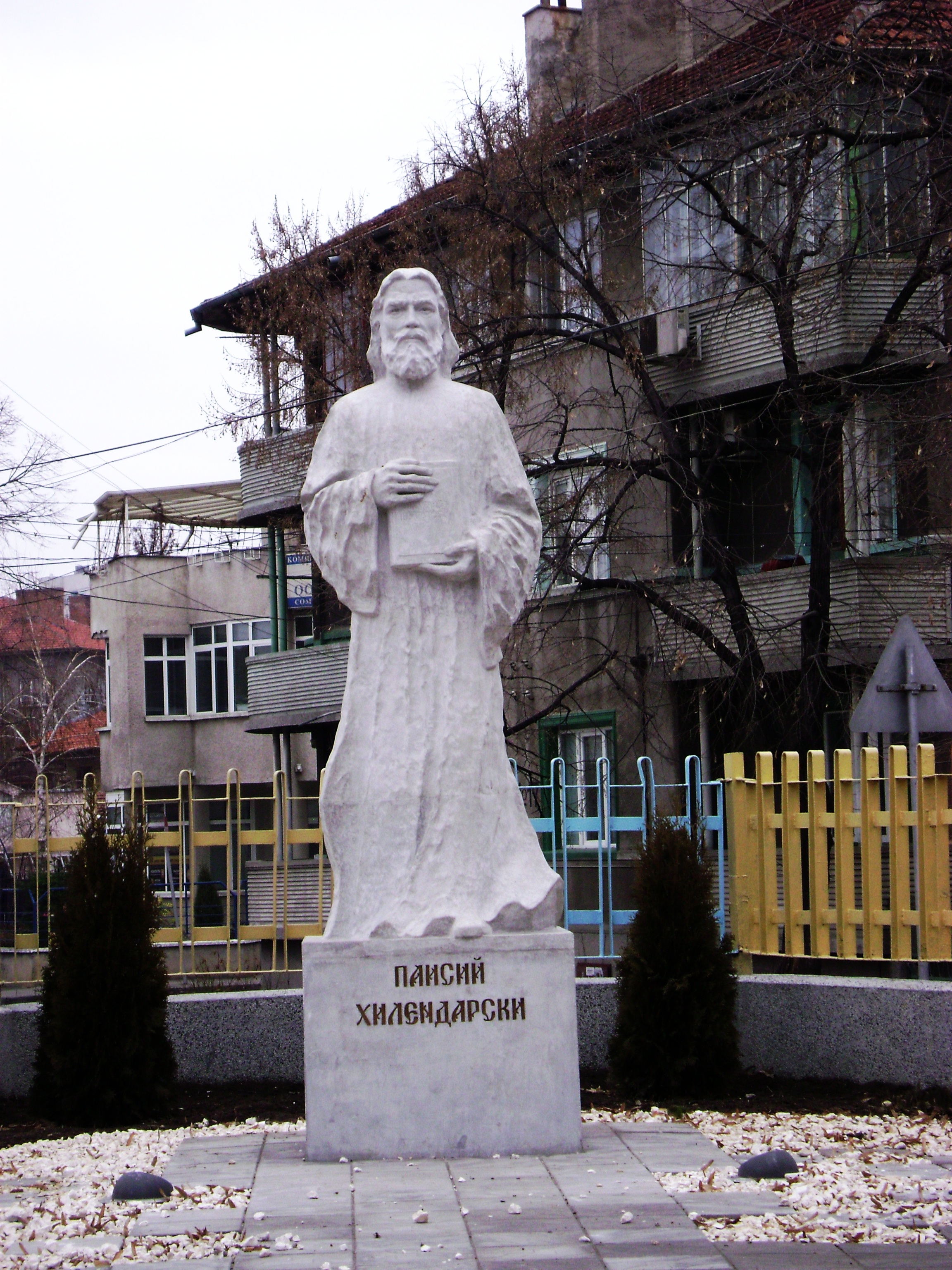

 Paisjusz (Paisij) Chilendarski (bg. Паисий Хилендарски, ur. ok. 1722 w Bansko, zm. w 1773 w Asenowgradzie) – pisarz bułgarski, mnich prawosławny.
Głównym źródłem dotyczącym biografii mnicha Paisjusza jest napisany przez niego samego wstęp do jego najważniejszego dzieła, Słowianobułgarskiej historii. Urodził się ok. 1722 na terytorium eparchii samokowskiej, zaś w 1745 złożył wieczyste śluby zakonne w klasztorze Chilandar na górze Athos, gdzie jego brat Wawrzyniec pełnił obowiązki przełożonego. Na miejscu, rozgoryczony złym traktowaniem mnichów bułgarskich, ruskich i serbskich przez dominujących zakonników greckich, zajął się wyłącznie pracą pisarską, tworząc Słowianobułgarską historię. W 1761, delegowany do Sremskich Karlovec w sprawach klasztoru, odnalazł nowe materiały do swojej pracy – teksty Mavra Orbiniego. W roku następnym wrócił do klasztoru Zografu na Athosie i tam ukończył pracę. Następnie udał się na ziemie bułgarskie, gdzie wędrował, rozpowszechniając swoją pracę i kwestując. Jego dalsze losy, według Dąbek-Wirgowej, są nieznane. Tadeusz Wasilewski podaje jako jego datę śmierci 1798; mnich miał umrzeć w Samokowie. Obecnie ustalono, że Paisjusz Chilendarski zmarł w wiosce Ambelino, niedaleko Asenowgradu w 1773.
Paisjusza Chilendarskiego (obok pierwszego kopisty jego pracy, Sofroniusza Wraczanskiego), ze względu na tematykę i popularność jego pracy, uważa się za jednego z inspiratorów bułgarskiego odrodzenia narodowego.
Losy Paisjusza Chilendarskiego stały się kanwą powieści Dimityra Talewa Mnich z Chilendaru.
Jego wizerunek został umieszczony na bułgarskiej monecie obiegowej o nominale 2 lewów wyemitowanej w 2015 roku. 